# Liste der Biografien/Rr
Liste der Biografien |
Portal Biografien |
Personensuche
# |
A |
B |
C |
D |
E |
F |
G |
H |
I |
J |
K |
L |
M |
N |
O |
P |
Q |
R |
S |
T |
U |
V |
W |
X |
Y |
Z |
?
 
Ra |
Rb |
Rd |
Re |
Rh |
Ri |
Rj |
Rk |
Rl |
Rm |
Rn |
Ro |
Rr |
Rs |
Rt |
Ru |
Rv |
Rw |
Rx |
Ry |
Rz
Die Liste der Biografien führt alle Personen auf, die in der deutschsprachigen Wikipedia einen Artikel haben. Dieses ist eine Teilliste mit 6 Einträgen von Personen, deren Namen mit den Buchstaben „Rr“ beginnt.

## Rr

### Rra
- Rragami, Ferid (* 1957), albanischer Fußballspieler
- Rrahmani, Albion (* 2000), kosovarischer Fußballspieler
- Rrahmani, Amir (* 1994), kosovarischer Fußballspieler
- Rraklli, Altin (* 1970), albanischer Fußballspieler

### Rru
- Rrudhani, Donat (* 1999), kosovarischer Fußballspieler
- Rrustemi, Blerim (* 1983), albanisch-kanadischer Fußballspieler